# João Victor Teixeira
João Victor Teixeira de Souza Silva (Rio de Janeiro, 26 de março de 1994) é um atleta paralímpico brasileiro da classe F37, para atletas com paralisia cerebral.

## Biografia
Aos 15 anos de idade, após uma cirurgia para retirada de um coágulo, sofreu diversas convulsões que causaram paralisia cerebral, comprometendo os movimentos do lado esquerdo do corpo.
Ainda na escola foi encorajado por um professor a praticar o esporte, ele tinha curiosidade acerca da prática quando criança. Iniciou a prática aos sete anos e retomou a prática em 2012, já com 18 anos.
Pelo Brasil, o atleta disputou os Jogos Parapan-Americanos de 2015 em Toronto, onde conquistou uma medalha de ouro e também figurou nos Jogos Parapan-Americanos de 2019 em Lima, onde conquistou duas medalhas de prata.
Nos Jogos Paralímpicos Rio 2016, o atleta chegou às finais nas modalidades que disputa (arremesso de peso e lançamento de disco F37). Na primeira o brasileiro ficou em 7º lugar e na segunda prova assegurou a 5ª colocação.
No Campeonato Mundial de Dubai, também em 2019, o atleta garantiu sua participação nas Paralimíadas de 2020, ao chegar ao pódio máximo no lançamento de disco, ganhando a medalha de ouro. Também conquistou o terceiro lugar no arremesso de peso na mesma competição.
Durante a seletiva para Tóquio, João Victor quebrou seu próprio recorde das américas, a maior marca de 52,76m já era de João e ele mesmo aumentou a marca para 54,09m.
Em sua participação nos Jogos Paralímpicos de Tóquio 2020, o carioca conquistou a medalha de bronze no arremesso de peso, atingindo a marca de 14,45m, o que representa um novo recorde sul-americano, a marca anterior de 13,63m pertencia ao também brasileiro Emanoel de Oliveira, que disputou a mesma prova, mas acabou em sétimo lugar.